# Khởi My
Trần Khởi My (sinh ngày 2 tháng 1 năm 1990), thường được biết đến với nghệ danh Khởi My, là một nữ ca sĩ, diễn viên, người dẫn chương trình truyền hình kiêm streamer người Việt Nam.
Trong suốt sự nghiệp của mình, cô từng đoạt giải nhất và giải khán giả yêu thích nhất của cuộc thi Tiếng ca học đường vào năm 2007 và là quán quân của chương trình Gương mặt thân quen vào năm 2013.

## Cuộc đời và sự nghiệp
Khởi My sinh ra và lớn lên tại Thành phố Long Khánh, tỉnh Đồng Nai. Năm 2007, My và mẹ vào Thành phố Hồ Chí Minh và theo học tại THPT Vạn Hạnh. Sau đó, My đoạt giải nhất cuộc thi Tiếng ca học đường do HTV tổ chức.
Dù được biết đến sớm trong vai trò ca sĩ, Khởi My vẫn ưu tiên việc học. Trong năm cuối cấp ba, cô giảm bớt các hoạt động nghệ thuật để tập trung cho kỳ thi tốt nghiệp và đại học. Tuy nhiên, một đợt sốt siêu vi khiến cô phải điều trị trong bệnh viện khá lâu, dẫn đến việc không đủ thời gian ôn tập và chuẩn bị kiến thức, khiến cô trượt kỳ thi tốt nghiệp lần đầu. Sau đó, nhờ kỳ thi được tổ chức lại trong năm, cô tiếp tục nỗ lực và đã vượt qua kỳ thi với sự hỗ trợ từ giáo viên và bạn bè và theo học tại Nhạc viện Thành phố Hồ Chí Minh.
Năm 2009, My bắt đầu đảm nhận vai trò là MC của kênh dành cho giới trẻ (Yeah1 TV) cũng năm này cô góp giọng trong 2 MV của Ngô Kiến Huy là "Mưa sao băng" và "Giả vờ yêu" được cô xác nhận trong clip livestream vào năm 2021, riêng "Giả vờ yêu" đã được Ngô Kiến Huy xác nhận trong tập 5 của chương trình Ca sĩ mặt nạ (mùa 2) vào năm 2023.
Năm 2009, My góp giọng vào 2 MV của Ngô Kiến Huy là "Giả vờ yêu" và "Mưa sao băng".
Năm 2010, My cho ra bài hát Vì sao do mình và Hoàng Rapper sáng tác. Năm 2011, My chính thức hợp tác với công ty MV Production để sản xuất và phát hành cho ra mắt album đầu tay Đôi cánh với những ca khúc của nhạc sĩ Hoàng Rapper. My được nhận giải thưởng Ca sĩ triển vọng của Zing Music Awards. Năm 2012, My là MC của chương trình thiếu nhi Chào bé yêu (phiên bản Việt hoá từ Hi-5 - chương trình thiếu nhi của Úc) cùng Trấn Thành, Tường Vi, Kim Nhã, Hòa Hiệp và Võ Ngọc Trai.
Đầu năm 2013, My tham gia chương trình truyền hình thực tế Gương mặt thân quen mùa đầu tiên và giành giải Quán quân cùng với giải Thí sinh được yêu thích nhất. Năm 2013 My cho ra mắt những MV như Góc Nhỏ Trong Tim, Cố Quên, Giới Hạn, Bước Chân. Sau Gương mặt thân quen, My cùng Kelvin Khánh thực hiện MV Gửi cho anh. Video này đạt đề cử giải MV của năm 2013 trong giải thưởng Làn Sóng Xanh và đạt giải MV của năm tại Zing Music Awards.
Năm 2014 sau phim ngắn Gửi cho anh My cho ra mắt MV phim ngắn nối tiếp mang tên Gửi cho anh phần 2 với những tuần dẫn đầu những bảng xếp hạng. Năm đó, My nhận được những giải thưởng như: Pop Awards: Video Phim Ca nhạc Có Lượt Xem Nhiều Nhất MV phim ca nhạc Người Yêu Cũ sau 6 tháng đăng tải MV đã đạt con số hàng chục triệu view. Tháng 5 năm 2014 My hợp tác với nhóm nhạc 2 thành viên La Thăng cho ra mắt 2 MV Buông Tay và Ai Ai Ai. My góp mặt vào gameshow Lớp Học Vui Nhộn cùng Kelvin Khánh,Thanh Duy idol, Tronie Ngô và Đại Nhân. Các số phát sống đạt vài triệu view trên YouTube. My cùng Kelvin Khánh làm Host Này Bạn Bạn Nghĩ sao, Trạm Chờ Xe Buýt
Tháng 6 năm 2015 My và nhạc sĩ Nguyễn Văn Chung cho ra mắt MV  Cành Phi yến Trong Mưa ca khúc mang phong cách pop ballad đã dẫn đầu bảng xếp hạng trong những tuần liên tiếp. Tháng 8 năm 2015, My cho ra mắt album pop dance đầu tay mang tên Alone. Năm 2015, My có mặt trong Top 10 Nghệ sĩ được Yêu Thích Nhất do giải Mai Vàng bình chọn và Giải thưởng Bài Hát Yêu Thích Tháng 3 với ca khúc Anh Ở Đâu. Vượt qua Đông Nhi, Hari Won để giành giải Nữ Ca Sĩ Đột Phá của Yan Online Awards. Lọt vào Top 30 Gương mặt trẻ nổi bật nhất do tạp chí Forbes bình chọn.
Tháng 1 năm 2016, My cùng rapper Vy Dương ra mắt MV bài hát Nếu Ngày Ấy (do Kelvin Khánh sáng tác). MV đạt 10 triệu view trên YouTube. My cùng Kelvin Khánh làm host gameshow Alo Alo. My cho ra mắt Album Mini mang tên Đến Bao Giờ. Album gồm 3 bài hát: Nếu Ngày Ấy (Kelvin Khánh sáng tác), Đến Bao Giờ và Mưa Rơi Vào Phòng (do nhạc sĩ Bảo Thạch sáng tác. Năm 2016, My và Kelvin Khánh cho ra ca khúc Chuyện nắng mưa và nhận được giải thưởng Song ca/Nhóm ca được yêu thích nhất của Zing Music Awards 2016. My lần nữa nằm trong Top 10 Nghệ sĩ được Yêu Thích Nhất do giải Mai Vàng bình chọn.
Năm 2017, My ra mắt Album nhạc xuân mang tên "Xuân tình yêu" gồm 2 ca khúc: "Năm mới" và "Xuân tình yêu". Sau tuần ra mắt Album của My đã giữ vị trí Quán quân trên BXH Zing MP3. My tham gia gameshow ''Gặp Là Chiến'' cùng Kelvin Khánh. Ngày 26 tháng 3 năm 2017 My cùng V-Live tổ chức Offline kỷ niệm 10 năm ca hát với hơn 1000 fan được tham gia trực tiếp và hàng trăm nghìn khán giả trực tuyến trên ứng dụng V-live, trong buổi Offline My cho ra mắt MV "Trải qua" mang phong cách R&B và vượt qua con số 15 triệu view trên kênh riêng của mình.
25/4/2017, My tổ chức lễ đính hôn. 
Tháng 9 năm 2017 My cùng chồng sắp cưới Kelvin Khánh cùng nhau sản xuất ra ca khúc ''Mẹ em chưa có cho yêu đâu'' đăng tải trên kênh Youtube riêng Clip và đạt 1 triệu view. Video My biểu diễn live ca khúc này lần đầu tiên trên sân khấu đăng tải vượt mốc hơn view. Năm 2017 My cho ra mắt MV ''Một phút'' sau 2 tháng đăng tải MV đã được hơn 10 triệu view. Năm 2017, ngày 23/11 My chính thức tổ chức đám cưới với sự hiện diện của những người bạn, đồng nghiệp thân thiết.
Vào lễ trao giải của VLive cuối năm 2017, chương trình "Gặp là chiến" dưới sự dẫn dắt của cặp đôi Khởi My - Kelvin Khánh đã đoạt giải Best V Show.
Tháng 8 năm 2018 My cho ra mắt ca khúc "Tôi muốn yêu một người" trên kênh Youtube chính thức của mình. Trong 1 tháng, ca khúc này đạt hơn 6,8 triệu view. Ngày 26 tháng 10 nằm 2018, My cho ra mắt MV Người lạ thoáng qua do Bảo Thạch sáng tác và Kelvin Khánh quay hình.
Tháng 5 năm 2019, My cho ra mắt ca khúc "Chuyện cô gái nhỏ" bằng tiếng Trung.
Tháng 9/2019 My quay trở lại với khản giả bằng show "Cặp đôi cạp đi" phát sóng trên Vlive.
Tháng 10 năm 2019, MV "Hồng nhan mượt phận" (Bảo Thạch sáng tác) ra mắt, sau 1 tuần ca khúc đạt 4,3 triệu view. MV để quảng cáo cho dầu gội Rejoice do My làm đại sứ.
My tham gia chương trình thực tế Chạy đi chờ chi (tập 6,7) với vai trò khách mời cùng Kelvin Khánh, Quang Trung,...
Tháng 6/2020, My ra mắt 1 MV Lyric mang tên "Biết" do Kelvin Khánh sáng tác.
Tháng 7 năm 2020, My chính thức trở thành streamer chuyên nghiệp trên nền tảng Facebook Gaming cùng những tựa game như PUBG, Liên Quân, Apex Legends, Among Us.
Ngày 01/08/2020, My cho phát hành ca khúc do nhạc sĩ Bảo Thạch sáng tác mang tên "Chúng ta của sau này" trên kênh Youtube chính thức Khởi My - Kelvin Khánh Official.
Ngày 25 tháng 4 năm 2021, My ra mắt MV ca khúc "Thì ra là mình rất cô đơn" do Bảo Thạch sáng tác nhằm kỉ niệm nửa năm làm streamer của mình.
Năm 2023, cô tham gia Ca sĩ mặt nạ mùa 2 với mascot Cừu Bông.

## Đĩa nhạc

### Album phòng thu
| Tựa đề   | Chi tiết |
| -------- | --- |
| Đôi cánh | - Phát hành: 1/ 2011 - Hãng đĩa: MV Production, Viết Tân Studio - Các bài hát: Bên anh, Đôi cánh, Đơn giản, Trách anh, Vết cắt, Vì sao - Thể loại: Nhạc pop - Hợp tác: Hoàng Rapper     |
| Hạt cát  | - Phát hành: 29 tháng 10 năm 2011 - Hãng đĩa: My & Khánh Production - Các bài hát: Hạt cát, Khóc đêm, Giấy rách, Mẹ hỡi, Lâu rồi, Băng giá - Thể loại: Nhạc pop - Hợp tác: Hoàng Rapper |

### Ca khúc khác
| - 19 rồi - Alone - Anh ở đâu - Ánh dương sẽ xóa tan - Băng giá - Breakup - Buông tay - Cành phi yến trong mưa - Cào cào lá tre - Chúng ta là bạn bè - Chuyện cô gái nhỏ (Tiếng Trung) - Chuột yêu gạo - Chuyện cô gái nhỏ - Chuyện nắng mưa | - Dễ thương - Don't leave me - Đến bao giờ - Đôi cánh - Đừng bận tâm - Giới Hạn - Góc nhỏ trong tim - Gửi cho anh - Hạt cát - Hồng nhan mượt phận - Khóc đêm - I don't want - I need you love - Khe khẽ lời yêu | - Là con gái thật tuyệt - Lâu rồi - Mẹ em chưa có cho yêu đâu - Mẹ hỡi - Mẹ yêu ơi - Miss you need you - Mong một hạnh phúc - Một phút - Mùa đông yêu thương - Mưa rơi vào phòng - Năm mới - Ngày gió và cánh diều - Người lạ thoáng qua - Người yêu cũ - Như một góc nhỏ cho anh - Từ Ngày Anh Xa - Ai Trả Lương Cho Mẹ | - Rồi sẽ có một người - Thiên duyên tiền định - Thương hại - Tôi muốn yêu một người - Trải qua - Trong túi áo anh - Trở về nơi ta hẹn nhau - Somebody to love - Sao đom đóm - Vết cắt - Vì sao - Xa mặt cách lòng - Xe đạp teen - Xuân tình yêu |  |

### MV
- Ai ai ai
- Ai trả lương cho mẹ
- Alone
- Ánh dương sẽ xóa tan
- Anh ở đâu
- Bên anh (với Hoàng Rapper)
- Buông tay (với La Thăng (Huy Nam, Kelvin Khánh))
- Bước chân
- Cành phi yến trong mưa
- Cố quên
- Giới hạn
- Góc nhỏ trong tim
- Gửi cho anh
- Hey boy (lời Việt từ Aha của nhóm Kara)
- Hồng nhan mượt phận (quảng cáo "dầu gội Rejoice")
- Khóc đêm
- Là con gái thật tuyệt  (quảng cáo "băng vệ sinh Diana")
- Lâu rồi
- Liên khúc Giáng Sinh 2011 (We Wish You A Mery Christmas, Jingle Bells, Feliz Navidad) (với Wanbi Tuấn Anh, Miu Lê, Khổng Tú Quỳnh, Siu Black, Uyên Linh, Lân Nhã, Phương Thanh, Ông Cao Thắng, Đông Nhi)
- Mãi yêu anh
- Mẹ
- Mong một hạnh phúc
- Một giây (với Phạm Nhật Huy)
- Một lần nữa (với Huy Thông)
- My boy (Shining Show 1)
- Nếu ngày ấy (ft. Vy Dương)
- Người yêu cũ
- Sẽ thuộc về nhau (Một ngày ý nghĩa)
- Thì ra mình rất cô đơn
- Thiên duyên tiền định (OST Tây du ký hậu truyện)
- Thương hại
- Trải qua (với Pudding Vũ)
- Từ ngày anh xa (với Kaisoul)
- Vì sao (với Hoàng Rapper)

## Danh sách phim
| Năm  | Phim                        | Vai diễn | Ghi chú             |
| ---- | --------------------------- | -------- | ------------------- |
| 2013 | Những thiên thần nhanh nhạy | Bản thân | Khách mời của tập 1 |
| 2014 | Tây du ký hậu truyện        | Tước Nhi |                     |
| 2016 | Mặt nạ máu                  | Sen      |                     |

## Giải thưởng và đề cử
| Năm  | Giải thưởng            | Hạng mục                             | Tư cách nhận giải               | Kết quả   |
| ---- | ---------------------- | ------------------------------------ | ------------------------------- | --------- |
| 2007 | Tiếng ca học đường     | Giải Nhất                            | Bản thân                        | Đoạt giải |
| 2011 | Zing Music Awards      | Nữ ca sĩ triển vọng                  | Bản thân                        | Đoạt giải |
| 2013 | Gương mặt thân quen    | Quán quân                            | Bản thân                        | Đoạt giải |
| 2013 | Zing Music Awards 2013 | MV của năm                           | Gửi Cho Anh                     | Đoạt giải |
| 2013 | Làn Sóng Xanh          | MV được xem nhiều nhất               | Bản thân                        | Đề cử     |
| 2014 | POP Awards             | Video có nhiều người xem nhất        | MV Người yêu cũ (Gửi cho anh 2) | Đoạt giải |
| 2014 | Tạp chí Forbes         | Top 30 gương mặt trẻ nổi bật nhất    | Bản thân                        | Đoạt giải |
| 2014 | Yan Online Awards      | Nữ ca sĩ đột phá                     | Bản thân                        | Đoạt giải |
| 2015 | Bài hát yêu thích      | Bài hát yêu thích của tháng 3        | Bài hát Anh ở đâu               | Đoạt giải |
| 2015 | Giải Mai Vàng          | Nữ ca sĩ nhạc nhẹ                    | Alone                           | Đề cử     |
| 2015 | Giải Mai Vàng          | Người dẫn chương trình               | Vui ơi là vui                   | Đề cử     |
| 2015 | Giải Mai Vàng          | 10 nghệ sĩ của năm                   | Bản thân                        | Đoạt giải |
| 2016 | Zing Music Awards      | Song ca/ Nhóm ca được yêu thích nhất | Bản thân ft. Kelvin Khánh       | Đoạt giải |
| 2016 | Giải Mai Vàng          | Nữ ca sĩ nhạc nhẹ                    | Đến bao giờ                     | Đề cử     |
| 2016 | Giải Mai Vàng          | 10 nghệ sĩ của năm                   | Bản thân                        | Đoạt giải |
| 2017 | Best V Show            | Chương trình của năm                 | Chương trình "Gặp Là Chiến"     | Đoạt giải |
| 2017 | Zing Music Awards      | Ca khúc Pop/Ballad hay nhất          | MV Trải Qua (Top 10)            | Đoạt giải |
| 2017 | Zing Music Awards      | Nữ ca sĩ được yêu thích nhất         | Bản thân                        | Đề cử     |
| 2018 | Zing Music Awards      | Nữ ca sĩ được yêu thích nhất         | Bản thân                        | Đề cử     |
| 2018 | Giải Mai Vàng          | Nữ ca sĩ nhạc nhẹ                    | Người lạ thoáng qua             | Đề cử     |